# Stories (Avicii)
Stories is het tweede muziekalbum van de Zweedse dj Avicii. Het album is uitgebracht op 2 oktober 2015.

## Track listing
| 1.                 | Waiting for Love       | Tim Bergling Simon Aldred Salem Al Fakir Vincent Pontare Martin Garrix                               | Bergling Martijn Garritsen                 | 3:50 |
| 2.                 | Talk to Myself         | Bergling Sterling Fox Matt Hartke Alex Drury                                                         | Bergling Carl Falk Ash Pournouri           | 3:55 |
| 3.                 | Touch Me               | Bergling Adriano Buffone Gerrard O'Connell Celeste Waite Ash Pournouri                               | Bergling                                   | 3:06 |
| 4.                 | Ten More Days          | Bergling Simon Aldred Zak Abel                                                                       | Bergling                                   | 4:05 |
| 5.                 | For a Better Day       | Bergling Alex Ebert                                                                                  | Bergling Ebert                             | 3:26 |
| 6.                 | Broken Arrows          | Bergling Zac Brown Eric Turner Rami Yacoub Niko Moon                                                 | Bergling Carl Falk Ash Pournouri           | 3:52 |
| 7.                 | True Believer          | Bergling Chris Martin                                                                                | Bergling                                   | 4:48 |
| 8.                 | City Lights            | Bergling Noonie Bao Oskar Jonas Wallin Ash Pournouri                                                 | Bergling Ash Pournouri                     | 6:28 |
| 9.                 | Pure Grinding          | Bergling Kristoffer Fogelmark Albin Nedler Earl Johnson                                              | Bergling Kristoffer Fogelmark Albin Nedler | 2:51 |
| 10.                | Sunset Jesus           | Bergling Sandro Cavazza Gavin DeGraw Carl Falk Savan Kotecha Dhani Lennevald Mike Posner Rami Yacoub | Bergling Dhani Lennevald                   | 4:24 |
| 11.                | Can't Catch Me         | Bergling Matthew Miller Wyclef Jean Mike Einziger                                                    | Bergling                                   | 3:59 |
| 12.                | Somewhere in Stockholm | Bergling Daniel Adams-Ray Henrik Jonback Carl Petter Tarland Oskar Jonas Wallin                      | Bergling                                   | 3:22 |
| 13.                | Trouble                | Bergling Falk Wayne Hector Yacoub                                                                    | Bergling                                   | 2:52 |
| 14.                | Gonna Love Ya          | Bergling Sandro Cavazza Dhani Lennevald Ash Pournouri Marcus Thunberg Wessel                         | Bergling Ash Pournouri Dhani Lennevald     | 3:35 |
| Totale duur: 54:33 |                        | |                                            |      |

| 15.                | The Nights | Bergling Nicholas Furlong Gabriel Benjamin Jordan Suecof John Feldmann Ash Pournouri | Bergling Ash Pournouri | 2:56 |
| Totale duur: 57:29 |            |                                                                                      |                        |      |

| 15.                  | The Days                           | Bergling Al Fakir Brandon Flowers Pontare               | Bergling Al Fakir Pontare                             | 4:38 |
| 16.                  | The Nights                         | Bergling Furlong Benjamin Suecof Feldmann Ash Pournouri | Bergling Ash Pournouri                                | 2:56 |
| 17.                  | Waiting for Love (Sam Feldt Remix) | Bergling Simon Aldred Salem Al Fakir Vincent Pontare    | Sam Feldt Bergling Martijn Garritsen Al Fakir Pontare | 5:10 |
| Totale duur: 1:07:17 |                                    |                                                         |                                                       |      |